# شروال

الشروال هو سروال يتصف بأنه فضفاض، تعارف على لبسه قديماً أهل الشام. ويكون عادة من القماش الثقيل. وهو فضفاض واسع من منقطة الفخذ وذلك لزيادة في الراحة وضيق في منطقة الكعبين ويتم ربطه على الخصر بحبل ثقيل.